# Gramática del latín

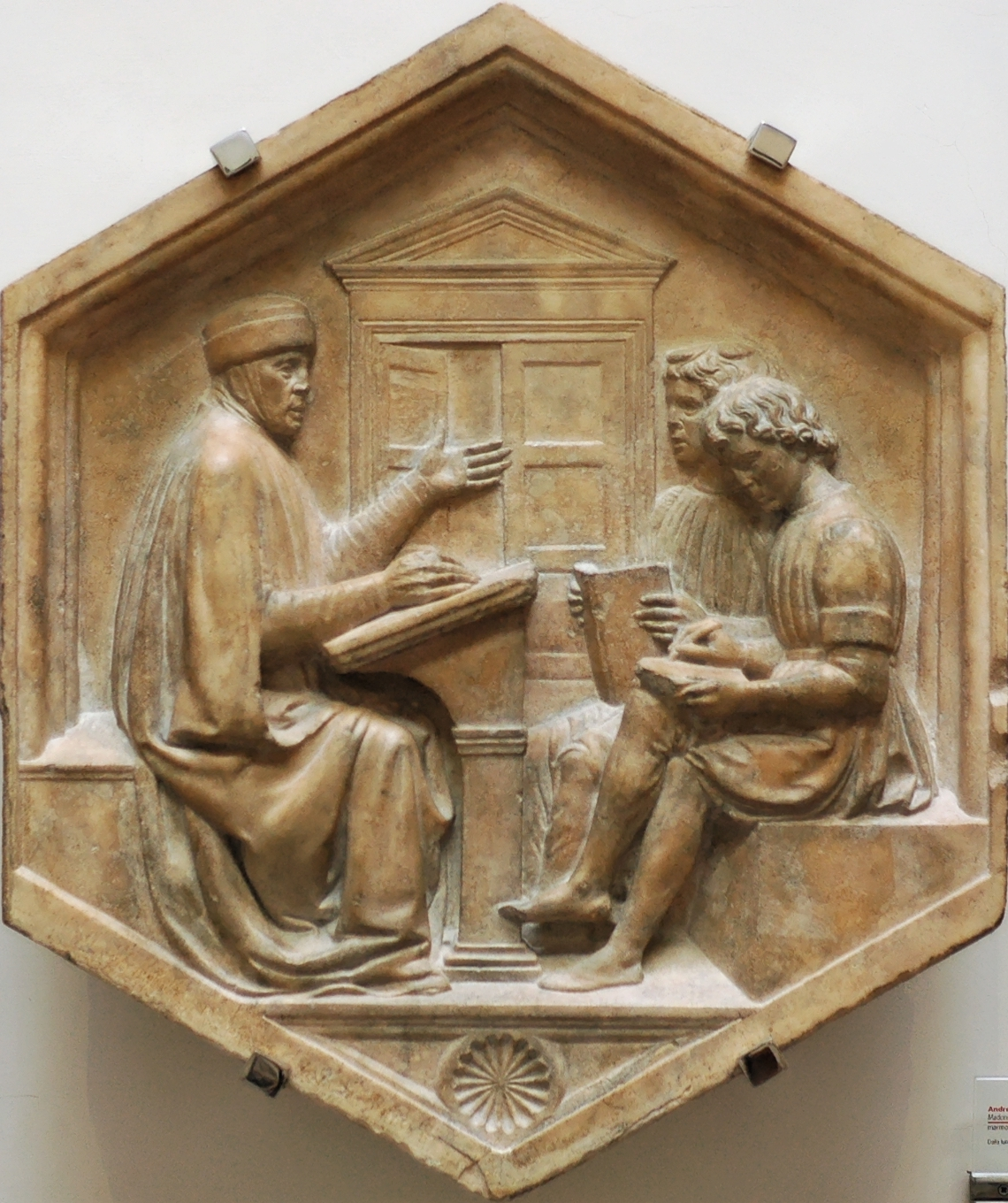
Prisciano, o el Gramático, panel de mármol que data del 1437-1439 desde el campanario de Florencia, Italia, por Luca della Robbia. La escena es una alegoría del gramático.

La gramática de la lengua latina (en latín: Grammatica linguae latinae), al igual que la de otras lenguas indoeuropeas antiguas, es muy flexiva en el sentido estructural y orgánico, lo que significa que permite una gran flexibilidad para la elección del orden de palabras. Por ejemplo, femina togam texuit, «la mujer tejió una toga», que es el orden preferido de palabras, se podría expresar igualmente como texuit togam femina o togam texuit femina. En cada palabra, las terminaciones -a, -a-m y -u-it —y no la posición que ocupan en la frase, como sucede en cambio en la mayoría de las lenguas modernas, romances o no— expresan la función gramatical. Sin embargo, generalmente el orden de las palabras se atiene al paradigma Sujeto Objeto Verbo, aunque las variaciones de este modelo son muy frecuentes, especialmente en la poesía, así como en la prosa para expresar matices sintácticos y estilísticos sutiles.

## Fonologíay alfabeto latino
El alfabeto latino clásico está compuesto por veintitrés letras. Primitivamente solo había veintiuna, pero en los siglos I-II a. C. se introdujeron dos nuevas letras: la Y (y) y la Z (z), para la transcripción de las palabras griegas que contenían la vocal ípsilon y la consonante dseta, respectivamente. Otros intentos de introducir nuevas letras, como el del emperador Claudio en la primera mitad del siglo I d. C., no prosperaron debido a su naturaleza exclusivamente erudita. A partir del Renacimiento, los editores de los textos latinos comenzaron a emplear las grafías J (j) y la V (v) como signos convencionales para poder distinguir los alófonos consonánticos [j, w] de I y V de los correspondientes alófonos vocálicos [i, u].
A B C D E F G H I/(J) K L M N O P Q R S T (U)/V X Y Z

a b c d e f g h i/(j) k l m n o p q r s t u/(v) x y z

### Fonemas vocálicos
En el latín clásico hay diez fonemas vocálicos, los cuales se distinguían por la cantidad vocálica: cinco de ellos son vocales breves /a, e, i, o, u/, y los otros cinco, vocales largas /ā, ē, ī, ō, ū/, si bien la escritura latina casi nunca distinguía gráficamente las vocales breves de las vocales largas. Así todas las vocales se representaban solo mediante los cinco signos que para este fin poseía el alfabeto de las colonias griegas de Italia: A (a), E (e), I (i), O (o), U (u) (los signos del griego para las vocales largas η y ω sencillamente no fueron usados para representar vocales). Ocasionalmente, durante el Imperio, algunos textos marcaron algunas de las vocales largas con á, é, í, ó, ú.
La evidencia de la cantidad de las vocales es por tanto indirecta, y procede en gran medida de dos fuentes: 
- La poesía latina (donde la cantidad vocálica era fundamental, ya que esa poesía se basaba en patrones regulares de sílabas largas y breves para dar ritmo a la frase); y
- La evidencia de otras lenguas, fundamentalmente las románicas, donde las vocales largas y breves dejaron diferente rastro en las sílabas tónicas. También las transcripciones de palabras latinas en griego podían mostrar ocasionalmente la cantidad de las vocales latinas.

### Prosodia

#### Cantidad vocálica
La cantidad es un rasgo fonológico que distingue las vocales, diptongos y sílabas en muchas lenguas indoeuropeas. La cantidad de las vocales es un rasgo suprasegmental que influye en la duración de la pronunciación de las mismas. El latín solo distinguía dos tipos de cantidad o duración: las vocales de mayor duración se denominan largas, y las de menor duración se denominan breves. Modernamente la cantidad de una vocal se marca explícitamente mediante los siguientes signos:
- Las vocales breves se indican con el signo ˘ colocado sobre la vocal correspondiente.
- Las vocales largas se indican con el signo ¯ colocado sobre la vocal correspondiente.

En este artículo, normalmente, sólo se indican las vocales largas, luego las vocales sobre las que no se indica el signo gráfico usualmente son breves. La cantidad es un fenómeno importante en la lengua latina, ya que distingue palabras de significados diferentes y también diferentes formas flexivas de una misma palabra. Por ejemplo:
(1) Distinción léxica: mālum, 'manzana' / malum, '(algo) malo'

(2) Distinción gramatical: cum reginā, 'con la reina' / cum regina..., 'cuando la reina...'

#### Cantidad silábica
El fenómeno de la cantidad silábica está automáticamente relacionado con la presencia de vocales largas y la presencia de coda en la sílaba. La posición donde recae el acento prosódico está determinada por la cantidad vocálica de la penúltima sílaba. La doctrina tradicional establece las cuatro siguientes reglas para decidir si una sílaba es larga o breve y, por lo tanto, averiguar la posición del acento:
- Son largas: 
  - las sílabas que contienen, bien una vocal larga por naturaleza, bien un diptongo (los cuales son, en latín, "ae" y "oe", y en ocasiones "au"): Rōma, amās.
  - las sílabas cuya vocal está seguida, bien por dos (o más) consonantes, bien por una consonante doble (x, z): est, gaza (que se pronuncia gad-sa).

- Son breves:
  - las sílabas que contienen una vocal breve por naturaleza (y no seguida de dos consonantes): anima, deus.
  - Las sílabas acabadas en vocal a la que siga otra vocal en hiato (vocalis ante vocalem corripitur, "vocal delante de vocal abrevia"): iūstitia, deārum.

Además, debe tenerse en cuenta que las combinaciones vocálicas "ae" (æ) y "oe" (œ), que son diptongos, siempre son largas (y, a veces, lo es también la combinación vocálica "au", que puede tratarse como diptongo o como hiato).
Modernamente se realiza un análisis fonológico que resulta más simple en términos de mora. De acuerdo con este análisis, las sílabas breves constan de una sola mora, y las sílabas largas, de dos moras, y el acento prosódico recae siempre adyacente en la penúltima mora antes de la última vocal. El hecho de que el acento pueda ser analizado en términos de moras y el hecho de que la poesía latina se basara más que en la rima en la cantidad vocálica, sugieren que la cantidad silábica tenía un reflejo fonético en el habla: presumiblemente, el latín se hablaba con un ritmo moraico (como sucede en japonés moderno) más que con un ritmo silábico (como sucede en italiano o español) o con un ritmo acentual (como sucede en inglés).

#### Acentuación
En latín no existe acento gráfico, pero sí acento fonológico de intensidad, siendo las palabras llanas o esdrújulas. Las reglas para la acentuación prosódica son las siguientes:
- todas las palabras de dos sílabas son llanas o graves.
- las palabras de tres o más sílabas serán:
  - llanas si la penúltima sílaba es larga.
  - esdrújulas si la penúltima sílaba es breve.

Más sencillamente, si clasificamos las sílabas latinas en pesadas (las acabadas en vocal larga o consonante) y ligeras (todas las demás) y consideramos que las sílabas pesadas tienen dos moras y las ligeras una sola mora, se puede comprobar que el acento recae sobre la penúltima mora antes de la última vocal.

## Morfología

### Sistema de casos del latín
El latín es una lengua flexiva, lo que significa que una palabra (los sustantivos, los adjetivos y los pronombres) adopta diversas formas de acuerdo con su función sintáctica y su caso gramatical. Existen en latín clásico seis casos: 
- Nominativo → Sujeto y atributo.
- Genitivo →  Complemento del Nombre.
- Dativo → Objeto Indirecto (y ocasionalmente complemento nominal).
- Acusativo → Objeto Directo (en oraciones activas) y "caso oblicuo" con preposición.
- Vocativo → Apelación.
- Ablativo → Complemento Circunstancial ("caso oblicuo" con preposición).

Existen restos fosilizados de un caso adicional indoeuropeo: el Locativo, únicamente en el número singular, para indicar localización, bien en el espacio, bien en el tiempo: ruri, 'en el campo', humi, 'en la tierra', Romae, 'en Roma', vesperi, 'al atardecer'. Estas formas con sentido locativo coinciden morfológicamente con las de genitivo singular (en las declinaciones primera y segunda) y con la del dativo singular (en la tercera declinación): en las declinaciones cuarta y quinta, no tenemos documentado ningún ejemplo de este caso[cita requerida].
La relación de los distintos casos con el verbo es de gran relevancia. El nominativo, el acusativo, el dativo y el ablativo recaen en la órbita del verbo y podemos decir que son determinantes de este. Sin embargo, el genitivo es determinante de otro nombre; y el caso vocativo quedaría fuera de la influencia del verbo también.

### Sustantivo
Los sustantivos se reparten, según temas, en cinco declinaciones identificables por su genitivo singular.

#### Primera declinación
Temas en -a y genitivo singular en -ae. La mayoría de los nombres son de género femenino, aunque existen cuatro grupos de excepciones con sustantivos masculinos: 1) los nombres comunes que se refieren a un trabajo que en Roma era ejercido exclusivamente por los varones (poeta, nauta, agricŏla, pīrāta, scurra 'poeta, navegante, agricultor, pirata, truhan', etc.); 2) los nombres propios de los ríos (Sequana, Garunna 'Sena, Garona', etc.); 3) los nombres propios de varón (Caligŭla, Senĕca, Catilīna, etc.); y 4) los gentilicios (belga, persa, etc.). 
|            | Singular | Plural    |
| ---------- | -------- | --------- |
| Nominativo | ros -a   | ros -æ    |
| Vocativo   | ros -a   | ros -æ    |
| Acusativo  | ros -am  | ros -ās   |
| Genitivo   | ros -æ   | ros -ārum |
| Dativo     | ros -æ   | ros -īs   |
| Ablativo   | ros -ā   | ros -īs   |

Particularidades:
1.ª: Los nombres femeninos de la primera declinación (ejemplos: dĕa 'diosa', fīlĭa 'hija', liberta 'liberta', magĭstra 'maestra', amīca 'amiga', sĕrva 'esclava', etc.) cuyo correspondiente masculino pertenece a la segunda declinación, siempre y cuando compartan idéntica raíz (ejemplos dĕus 'dios', fīlĭus 'hijo', libertus 'liberto', magĭster 'maestro', amīcus 'amigo', servus 'esclavo', etc.) presentan en los casos dativo y ablativo del plural una desinencia en -ābus (y no la esperable -īs) con el fin de poder diferenciarse de aquellos: 'vg.' fīlĭīs: 'para los hijos' / fīlĭābus: 'para las hijas'.
2.ª: El sustantivo familia, -æ, cuando depende de un nombre de parentesco, emplea en el genitivo singular la terminación (arcaica) -as (y no la terminación regular -æ): pater familias: 'el padre de (la) familia'.

#### Segunda declinación
Temas en -o y genitivo singular en -ī. La mayoría de los nombres pertenecientes a esta declinación son de género masculino (aquellos cuyo nominativo singular termina en -ŭs/-ĕr/-ĭr) o neutro (aquellos cuyo nominativo singular presenta la terminación -ŭm). Sin embargo, existen en esta declinación (pero solo entre los acabados en -ŭs) unos pocos sustantivos de género femenino, los cuales pueden agruparse en tres grupos, si bien el tercero de ellos es artificial: 1) sustantivos comunes que indican árboles, ya que el nombre genérico para "árbol", arbŏs arbŏris, es femenino en latín (pīnŭs -ī, corylŭs -ī, ulmŭs -ī, fraxĭnŭs -ī, etc.); 2) los nombres propios geográficos (topónimos) de ciudades, islas y países transcritos de la lengua griega, ya que en este idioma eran de género femenino (Corinthŭs -ī, Cyprŭs -ī, Ægyptŭs -ī, etc.); y 3) una serie heterogénea de nombres comunes de uso muy frecuente ('humŭs -ī, domŭs -ī, etc.) o infrecuente (alvŭs -ī, etc.). Para los sustantivos masculinos (o femeninos en -ŭs) existen tres paradigmas de declinación dependiendo de la terminación del nominativo singular:
|            | Singular  | Plural      |
| ---------- | --------- | ----------- |
| Nominativo | domin -us | domin -ī    |
| Vocativo   | domin -e  | domin -ī    |
| Acusativo  | domin -um | domin -ōs   |
| Genitivo   | domin -ī  | domin -ōrum |
| Dativo     | domin -ō  | domin -īs   |
| Ablativo   | domin -ō  | domin -īs   |

|            | Singular | Plural    |
| ---------- | -------- | --------- |
| Nominativo | puer     | puer-ī    |
| Vocativo   | puer     | puer-ī    |
| Acusativo  | puer-um  | puer-ōs   |
| Genitivo   | puer-ī   | puer-ōrum |
| Dativo     | puer-ō   | puer-īs   |
| Ablativo   | puer-ō   | puer-īs   |

|            | Singular | Plural   |
| ---------- | -------- | -------- |
| Nominativo | vir      | vir-ī    |
| Vocativo   | vir      | vir-ī    |
| Acusativo  | vir-um   | vir-ōs   |
| Genitivo   | vir-ī    | vir-ōrum |
| Dativo     | vir-ō    | vir-īs   |
| Ablativo   | vir-ō    | vir-īs   |

En cambio, para los nombres neutros se debe aplicar el siguiente paradigma de declinación:
|            | Singular | Plural     |
| ---------- | -------- | ---------- |
| Nominativo | templ-um | templ-a    |
| Vocativo   | templ-um | templ-a    |
| Acusativo  | templ-um | templ-a    |
| Genitivo   | templ-ī  | templ-ōrum |
| Dativo     | templ-ō  | templ-īs   |
| Ablativo   | templ-ō  | templ-īs   |

#### Tercera declinación
Temas en -i y en consonante, y genitivo singular en -is. Comprende sustantivos masculinos, femeninos y neutros. Los paradigmas de declinación son los siguientes:
| Temas en -i masc. y fem. | Temas en -i masc. y fem. | Temas en -i masc. y fem. | Temas en -i neutros | Temas en -i neutros | Temas en -i neutros | Temas en consonante masc. y fem. | Temas en consonante masc. y fem. | Temas en consonante masc. y fem. | Temas en consonante neutros | Temas en consonante neutros | Temas en consonante neutros |
| ------------------------ | ------------------------ | ------------------------ | ------------------- | ------------------- | ------------------- | -------------------------------- | -------------------------------- | -------------------------------- | --------------------------- | --------------------------- | --------------------------- |
| Nominativo               | cīv-is                   | cīv-ēs                   | Nominativo          | mar-e               | maria               | Nominativo                       | cónsul                           | cónsules                         | Nominativo                  | flūmen                      | flūmĭn-a                    |
| Vocativo                 | cīv-is                   | cīv-ēs                   | Vocativo            | mar-e               | maria               | Vocativo                         | cónsul                           | cónsules                         | Vocativo                    | flūmen                      | flūmĭn-a                    |
| Acusativo                | cīv-em                   | cīv-ēs                   | Acusativo           | mar-e               | maria               | Acusativo                        | consul-em                        | cónsules                         | Acusativo                   | flūmen                      | flūmĭn-a                    |
| Genitivo                 | cīv-is                   | cīv-ium                  | Genitivo            | mar-is              | marium              | Genitivo                         | consul-is                        | consulum                         | Genitivo                    | flūmĭn-is                   | flūmĭn-um                   |
| Dativo                   | cīv-ī                    | cīv-ibus                 | Dativo              | mar-ī               | maribus             | Dativo                           | consul-i                         | consulibus                       | Dativo                      | flūmĭn-i                    | flūmĭn-ibus                 |
| Ablativo                 | cīv-e                    | cīv-ibus                 | Ablativo            | mar-i               | maribus             | Ablativo                         | consul-e                         | consulibus                       | Ablativo                    | flūmĭn-e                    | flūmĭn-ibus                 |

#### Cuarta declinación
Temas en -ū, y genitivo singular en -ūs. Comprende nombres femeninos(masculinos) y neutros. Domus tiene casos de la segunda y de la cuarta. A saber, genitivo singular -i -us dat sin -ui -o abl sin -o -u gen pl -uum -orum ac pl -us -os
|            | Singular | Plural   |
| ---------- | -------- | -------- |
| Nominativo | man-us   | man-ūs   |
| Vocativo   | man-us   | man-ūs   |
| Acusativo  | man-um   | man-ūs   |
| Genitivo   | man-ūs   | man-uum  |
| Dativo     | man-uī   | man-ibus |
| Ablativo   | man-ū    | man-ibus |

|            | Singular   | Plural    |
| ---------- | ---------- | --------- |
| Nominativo | corn-ū     | corn-ua   |
| Vocativo   | corn-ū     | corn-ua   |
| Acusativo  | corn-ū     | corn-ua   |
| Genitivo   | corn-ū/-ūs | corn-uum  |
| Dativo     | corn-ū/-uī | corn-ibus |
| Ablativo   | corn-ū     | corn-ibus |

#### Quinta declinación
Temas en -e y genitivo singular -ei. Los nombres de esta declinación son femeninos. Dies en singular puede ser masculino o femenino y en plural es masculino. 
|            | Singular | Plural  |
| ---------- | -------- | ------- |
| Nominativo | di-es    | di-ēs   |
| Vocativo   | di-ēs    | di-ēs   |
| Acusativo  | di-em    | di-ēs   |
| Genitivo   | di-ēi    | di-ērum |
| Dativo     | di-ēi    | di-ēbus |
| Ablativo   | di-ē     | di-ēbus |

### Adjetivo
Se denomina concordancia a la igualdad en caso, número y género de dos palabras. El adjetivo debe concordar con el nombre al que acompaña. Que adjetivo y nombre deban concordar no significa que coincidan sus terminaciones, pues existen nombres de la primera declinación ( temáticos en -a ) que son de género masculino, y también existen nombres de la segunda declinación ( temáticos en -o ) que son de género femenino.

#### Clase 1
La primera clase comprende los adjetivos de tres terminaciones que se declinan como los nombres de la primera y segunda declinaciones. Se enuncian en nominativo en sus formas masculina, femenina y neutra. Existen dos tipos:
- Tipo A (bŏn-us, bŏn-a, bŏn-um)
  - -us → Masculino, se declina como domin-us, -ī.
  - -a → Femenino, se declina como ros-a, -æ.
  - -um → Neutro, se declina como templ-um, -ī.
- Tipo B (niger, nigr-a, nigr-um)
  - er-Ø → Masculino, se declina como pu-er, -ī.
  - -a → Femenino, se declina como ros-a, -æ.
  - -um → Neutro, se declina como templ-um, -ī.

#### Clase 2
Los adjetivos de la segunda clase se flexionan por la tercera declinación. Los podemos clasificar en dos grupos:
- Adjetivos temáticos en consonante (euters, -eris)
  - Se enuncian en nominativo y genitivo.
  - Son imparisílabos.
  - Se flexionan por la tercera declinación temática en consonante, como consul, -is (masculinos y femeninos) y como flūmen, flūminis (neutros).

- Adjetivos temáticos en /-i/
  - De una terminación (fēlīx, -īcis)
    - Se enuncian en nominativo y genitivo.
    - Se declinan como cīvis, -is (masc. y fem.) y como mare, -is (neutros).

  - De dos terminaciones (omnis, omne)
    - Se enuncian en nominativo.
    - Se declinan como cīvis, -is (masc. y fem.) y como mare, -is (neutros).

  - De tres terminaciones (acer, acris, acre)
    - Se enuncian en nominativo.
    - Se declinan como cīvis, -is (masc. y fem.) y como mare, -is (neutros).

### Pronombres

#### Pronombres personales
El latín cuenta con cinco formas de pronombres personales independientes: cuatro personales y uno más de carácter personal-reflexivo. Este último será analizado en la siguiente sección. La flexión de los cuatro pronombres personales es la siguiente:
| Casos      | 1.ª persona Singular | 1.ª persona Plural | 2.ª persona Singular | 2.ª persona Plural |
| ---------- | -------------------- | ------------------ | -------------------- | ------------------ |
| Nominativo | egō                  | nōs                | tū                   | vōs                |
| Vocativo   | __                   | __                 | tū                   | vōs                |
| Acusativo  | mē                   | nōs                | tē                   | vōs                |
| Genitivo   | meī                  | nostrum, nostrī    | tuī                  | vestrum, vestrī    |
| Dativo     | mihi                 | nōbis              | tibi                 | vōbis              |
| Ablativo   | mē                   | nōbis              | tē                   | vōbis              |

- Estos pronombres pueden aparecer con el sufijo -met: egōmet, nosmet, etc. El sufijo pasa al español de la siguiente manera: egōmet 'yo mismo' (etimológicamente semetipsimus >> mismo en español), vōsmet 'vosotros mismos', etc.
- Estos pronombres, cuando van acompañados por la preposición cum (con) se anteponen a ésta: mecum (conmigo; de cum mecum) tecum 'contigo' nobiscum 'con nosotros/connosco', vobiscum 'con vosotros'.

#### Pronombres reflexivos
De lo expuesto en la sección anterior, se deduce que en latín no existe un pronombre personal de tercera persona; éste se suple con el anafórico is, ea, id o con el denominado deíctico ille, illa, illud. Sin embargo, existe un pronombre personal reflexivo de tercera persona cuya flexión es la siguiente:
| Casos | Reflexivo, tercera persona |
| ----- | -------------------------- |
| Nom.  | ___                        |
| Voc.  | ___                        |
| Ac.   | sē, sese                   |
| Gen.  | suī                        |
| Dat.  | sibi                       |
| Ab.   | sē, sese                   |

- Al igual que con los pronombres personales, el pronombre reflexivo al ir acompañado de la preposición cum se antepone: secum

#### Pronombres posesivos
Los pronombres posesivos se flexionan como los adjetivos de la primera clase, y así tendremos:
- Un solo poseedor: tuus, tua, tuum paradigma bŏnus, bŏna, bŏnum.
- Varios poseedores: nŏster, nŏstra, nŏstrum y vester, vestra, vestrum paradigma nĭger, nĭgra, nĭgrum.
- El posesivo de tercera persona de singular y plural es suus, sua, suum (suyo). paradigma bŏnus, bŏna, bŏnum.

#### Pronombres demostrativos
También son llamados pronominales demostrativos, ya que se pueden usar como pronombres o como adjetivos. Son los siguientes:
hic, hæc, hoc (este, esta, esto)
iste, ista, istud (ese, esa, eso)
ille, illa, illud (aquel, aquella, aquello)
is, ea, id (él, ella, ello)
īdem, eadem, īdem (el mismo, la misma, lo mismo)
ipse, ipsa, ipsum (yo, tú, él mismo, misma)
Se declinan de forma parecida a bonus, con algunas particularidades. El genitivo de todos estos termina en -ius y el dativo termina en -i
La declinación es como sigue:
hic, hæc, hoc (este, esta, esto)
|            | Singular        | Plural              |
| Nominativo | hic, hæc, hoc   | hi, hæ, haec        |
| Acusativo  | hunc, hanc, hoc | hōs, hās, hæc       |
| Genitivo   | huius           | hōrum, hārum, hōrum |
| Dativo     | huīc            | hīs                 |
| Ablativo   | hōc, hāc, hōc   | hīs                 |

iste, ista, istud ('ese, esa eso')
|            | Singular            | Plural                    |
| Nominativo | iste, ista, istud   | istī, istæ, ista          |
| Acusativo  | istum, istam, istud | istōs, istās, ista        |
| Genitivo   | istīus              | istōrum, istārum, istōrum |
| Dativo     | istī                | istīs                     |
| Ablativo   | istō, istā, istō    | istīs                     |

ille, illa, illud (aquel, aquella, aquello)
|            | Singular            | Plural                    |
| Nominativo | ille, illa, illud   | illī, illæ, illa          |
| Acusativo  | illum, illam, illud | illōs, illās, illa        |
| Genitivo   | illīus              | illōrum, illārum, illōrum |
| Dativo     | illī                | illīs                     |
| Ablativo   | illō, illā, illō    | illīs                     |

#### Pronombres relativos
Son los siguientes:
quī, quæ, quod
Se llaman relativos porque se relacionan con un antecedente. Dan paso a una nueva oración (subordinada de relativo) y concuerdan con su antecedente en género y número, no así en caso, ya que pueden desempeñar un oficio diferente en su propia oración.Ejemplo:
Amo mulierem quæ est formosa (amo a la mujer que es hermosa)
mulierem es el antecedente de quæ
La declinación del pronombre relativo es la siguiente:
|            | quī, quae, quod 'quien, que, el que' | quī, quae, quod 'quien, que, el que' | quī, quae, quod 'quien, que, el que' | quī, quae, quod 'quien, que, el que' | quī, quae, quod 'quien, que, el que' | quī, quae, quod 'quien, que, el que' |
| Masculino  | Masculino                            | Femenino                             | Femenino                             | Neutro                               | Neutro                               |                                      |
| Singular   | Plural                               | Singular                             | Plural                               | Singular                             | Plural                               |                                      |
| ---------- | ------------------------------------ | ------------------------------------ | ------------------------------------ | ------------------------------------ | ------------------------------------ | ------------------------------------ |
| Nominativo | quī                                  | quī                                  | quæ                                  | quæ                                  | quod                                 | quæ                                  |
| Acusativo  | quem                                 | quōs                                 | quam                                 | quās                                 | quod                                 | quæ                                  |
| Genitivo   | cuius                                | quōrum                               | cuius                                | quārum                               | cuius                                | quōrum                               |
| Dativo     | cuī                                  | quibus                               | cuī                                  | quibus                               | cuī                                  | quibus                               |
| Ablativo   | quō                                  | quibus                               | quā                                  | quibus                               | quō                                  | quibus                               |

- El genitivo y el dativo singular de los tres géneros es igual.
- El dativo y el ablativo plural de los tres géneros es igual.
- Carecen de vocativo.
- Nótese las diferencias en pronunciación entre quī /kwiː/ (< /kʷiː/) y cuī /ˈku.iː/.

#### Pronombres interrogativos
Las formas masculinas y femeninas del pronombre interrogativo son idénticas. Los formas de neutro son diferentes. El genitivo, dativo y ablativo plural son la unión entre las flexiones de quis y las respectivas formas de res 'cosa'.
Quid, quis (quién, qué)
Otros pronombres interrogativos: 
quī?, quæ?, quod? (¿cuál?)
uter?, utra?, utrum? (¿Quién de los dos? / ¿Cuál de los dos?)

### Verbo
Los verbos latinos expresan los accidentes gramaticales de persona, número, voz, tiempo, aspecto y modo por el procedimiento básico de añadir al tema verbal sufijos y desinencias. Llamamos desinencia al sufijo terminal que expresa las categorías o accidentes gramaticales citados:
- Las personas son: primera, segunda y tercera
- Los números son: singular y plural (a diferencia de otras lenguas indoeuropeas el latín carece de número dual).
- Las voces son dos: activa y pasiva (a diferencia del griego el latín carece de voz media).
- Los modos se agrupan en personales: indicativo, subjuntivo, imperativo; y no personales o nominales: infinitivo, participio, supino, gerundio y gerundivo.
- Los tiempos verbales combinan tiempo gramatical propiamente dicho y aspecto, las combinaciones que se dan en latín son seis: presente, pretérito imperfecto, pretérito perfecto, pretérito pluscuamperfecto, futuro imperfecto y futuro perfecto. Se agrupan en el tema de infectum (cuya acción no haya terminado) y en el tema de perfectum (cuya acción ya terminó).
  - El indicativo tiene seis tiempos: presente, pretérito imperfecto, pretérito perfecto, pretérito pluscuamperfecto, futuro imperfecto y futuro perfecto.
  - El subjuntivo tiene cuatro tiempos: presente, pretérito imperfecto, pretérito perfecto y pretérito pluscuamperfecto.
  - El imperativo tiene dos tiempos: presente y futuro.
  - El infinitivo tiene tres tiempos: presente, pretérito y futuro.
  - El participio tiene tres tiempos: presente, pretérito y futuro.

El verbo latino se enuncia con la primera persona del singular del presente y del pretérito perfecto de indicativo, con el supino, y con el infinitivo presente:
Ejemplo: amo, amavi, amatum, amare
Algunas gramáticas y diccionarios incluyen también la segunda persona del singular del presente indicativo.
Ejemplo: rego, is, regi, rectum, regere

#### Primera conjugación
Tema en -a
amō, amās, amāvī, amātum, amāre
|      | act indicativo | pas indicativo | act subjuntivo | pas subjuntivo |
| ---- | -------------- | -------------- | -------------- | -------------- |
| egō  | amo            | -or            | amem           | -er            |
| tū   | amās           | -aris/-are     | amēs           | -eris          |
| ille | amat           | -atur          | amet           | -etur          |
| nōs  | amāmus         | -amur          | amēmus         | -emur          |
| vōs  | amātis         | -amini         | ametis         | -emini         |
| illī | amant          | -antur         | ament          | -entur         |

|      | act indicativo | pas indicativo | act subjuntivo | pas subjuntivo |
| ---- | -------------- | -------------- | -------------- | -------------- |
| egō  | amabam         | -abar          | amarem         | -arer          |
| tū   | amabās         | -abaris        | amares         | -areris        |
| ille | amabat         | -abatur        | amaret         | -aretur        |
| nōs  | amābāmus       | -ābamur        | amaremus       | -aremur        |
| vōs  | amābātis       | -ābamini       | amaretis       | -aremini       |
| illī | amabant        | -abantur       | amarent        | -arentur       |

|        | act indicativo | pas indicativo |
| ------ | -------------- | -------------- |
| egō    | amābō          | -ābor          |
| tū     | amābis         | -aberis        |
| (ille) | amābit         | -abitur        |
| nōs    | amābimus       | -ābimur        |
| vōs    | amābitis       | -ābimini       |
| illī   | amābunt        | -ābuntur       |

|      | act indicativo | pas indicativo | act subjuntivo | pas subjuntivo |
| ---- | -------------- | -------------- | -------------- | -------------- |
| egō  | -avi           | -atus sum      | -averim        | -atus sim      |
| tū   | -avisti        | -atus es       | -averis        | -atus sis      |
| ille | -avit          | -atus est      | -averit        | -atus sit      |
| nōs  | -avimus        | -ati sumus     | -averimus      | -ati simus     |
| vōs  | -avistis       | -ati estis     | -averitis      | -ati sitis     |
| illī | -averunt       | -ati sunt      | -averint       | -ati sint      |

|      | act indicativo | pas indicativo | act subjuntivo | pas subjuntivo |
| ---- | -------------- | -------------- | -------------- | -------------- |
| egō  | -averam        | -atus eram     | -avissem       | -atus essem    |
| tū   | -averas        | -atus eras     | -avisses       | -atus esses    |
| ille | -averat        | -atus erat     | -avisset       | -atus esset    |
| nōs  | -averamus      | -ati eramus    | -avissemus     | -ati essemus   |
| vōs  | -averatis      | -ati eratis    | -avissetis     | -ati essetis   |
| illī | -averant       | -ati erant     | -avissent      | -ati essent    |

|      | act indicativo | pas indicativo |
| ---- | -------------- | -------------- |
| ego  | amavero        | amatus ero     |
| tu   | amaveris       | amatus eris    |
| ille | amaverit       | amatus erit    |
| nos  | amaverimus     | amati erimus   |
| vos  | amaveritis     | amati eritis   |
| illi | amaverint      | amati erunt    |

#### Segunda conjugación
Tema en -e
Moneō, -ēs, monēre, monuī, monitum 
|      | act indicativo | pas indicativo | act subjuntivo | pas subjuntivo |
| ---- | -------------- | -------------- | -------------- | -------------- |
| ego  | moneo          | -eor           | moneam         | -ear           |
| tu   | mones          | -eris/-ere     | moneas         | -earis         |
| ille | monet          | -etur          | moneat         | -eatur         |
| nos  | monemus        | -emur          | moneamus       | -eamur         |
| vos  | monetis        | -emini         | moneatis       | -eamini        |
| illi | monent         | -entur         | moneant        | -eantur        |

|      | act indicativo | pas indicativo | act subjuntivo | pas subjuntivo |
| ---- | -------------- | -------------- | -------------- | -------------- |
| ego  | monebam        | -ebar          | monerem        | -erer          |
| tu   | monebas        | -ebaris        | moneres        | -ereris        |
| ille | monebat        | -ebatur        | moneret        | -eretur        |
| nos  | monebamus      | -ebamur        | moneremus      | -eremur        |
| vos  | monebatis      | -ebamini       | moneretis      | -eremini       |
| illi | monebant       | -ebantur       | monerent       | -erentur       |

|      | act indicativo | pas indicativo |
| ---- | -------------- | -------------- |
| ego  | monebo         | -ebor          |
| tu   | monebis        | -eberis        |
| ille | monebit        | -ebitur        |
| nos  | monebimus      | -ebimur        |
| vos  | monebitis      | -ebimini       |
| illi | monebunt       | -ebuntur       |

|      | act indicativo | pas indicativo | act subjuntivo | pas subjuntivo |
| ---- | -------------- | -------------- | -------------- | -------------- |
| ego  | monui          | monitus sum    | monuerim       | monitus sim    |
| tu   | monuisti       | monitus es     | monueris       | monitus sis    |
| ille | monuit         | monitus est    | monuerit       | monitus sit    |
| nos  | monuimus       | moniti sumus   | monuerimus     | moniti simus   |
| vos  | monuistis      | moniti estis   | monueritis     | moniti sitis   |
| illi | monuerunt      | moniti sunt    | monuerint      | moniti sint    |

|      | act indicativo | pas indicativo | act subjuntivo | pas subjuntivo |
| ---- | -------------- | -------------- | -------------- | -------------- |
| ego  | monueram       | monitus eram   | monuissem      | monitus essem  |
| tu   | monueras       | monitus eras   | monuisses      | monitus esses  |
| ille | monuerat       | monitus erat   | monuisset      | monitus esset  |
| nos  | monueramus     | moniti eramus  | monuissemus    | moniti essemus |
| vos  | monueratis     | moniti eratis  | monuissetis    | moniti essetis |
| illi | monuerant      | moniti erant   | monuissent     | moniti essent  |

|      | act indicativo | pas indicativo |
| ---- | -------------- | -------------- |
| ego  | monuero        | monitus ero    |
| tu   | monueris       | monitus eris   |
| ille | monuerit       | monitus erit   |
| nos  | monuerimus     | moniti erimus  |
| vos  | monueritis     | moniti eritis  |
| illi | monuerint      | moniti erunt   |

#### Tercera conjugación
Tema en -e
petō, petis, petere, petīvī, petītum
|      | act indicativo | pas indicativo | act subjuntivo | pas subjuntivo |
| ---- | -------------- | -------------- | -------------- | -------------- |
| ego  | peto           | -or            | petam          | -ar            |
| tu   | petis          | -eris          | petas          | -aris          |
| ille | petit          | -itur          | petat          | -atur          |
| nos  | petimus        | -imur          | petamus        | -amur          |
| vos  | petitis        | -imini         | petatis        | -amini         |
| illi | petunt         | -untur         | petant         | -antur         |

|      | act indicativo | pas indicativo | act subjuntivo | pas subjuntivo |
| ---- | -------------- | -------------- | -------------- | -------------- |
| ego  | petebam        | -ebar          | peterem        | -erer          |
| tu   | petebas        | -ebaris        | peteres        | -ereris        |
| ille | petebat        | -ebatur        | peteret        | -eretur        |
| nos  | petebamus      | -ebamur        | peteremus      | -eremur        |
| vos  | petebatis      | -ebamini       | peteretis      | -eremini       |
| illi | petebant       | -ebantur       | peterent       | -erentur       |

|      | act indicativo | pas indicativo |
| ---- | -------------- | -------------- |
| ego  | petam          | -ar            |
| tu   | petes          | -eris          |
| ille | petet          | -etur          |
| nos  | petemus        | -emur          |
| vos  | petetis        | -emini         |
| illi | petent         | -entur         |

|      | act indicativo | pas indicativo | act subjuntivo | pas subjuntivo |
| ---- | -------------- | -------------- | -------------- | -------------- |
| ego  | petivi         | petitus sum    | petiverim      | petitus sim    |
| tu   | petivisti      | petitus es     | petiveris      | petitus sis    |
| ille | petivit        | petitus est    | petiverit      | petitus sit    |
| nos  | petivimus      | petiti sumus   | petiverimus    | petiti simus   |
| vos  | petivistis     | petiti estis   | petiveritis    | petiti sitis   |
| illi | petiverunt     | petiti sunt    | petiverint     | petiti sint    |

|      | act indicativo | pas indicativo | act subjuntivo | pas subjuntivo |
| ---- | -------------- | -------------- | -------------- | -------------- |
| ego  | petiveram      | petitus eram   | petivissem     | petitus essem  |
| tu   | petiveras      | petitus eras   | petivisses     | petitus esses  |
| ille | petiverat      | petitus erat   | petivisset     | petitus esset  |
| nos  | petiveramus    | petiti eramus  | petivissemus   | petiti essemus |
| vos  | petiveratis    | petiti eratis  | petivissetis   | petiti essetis |
| illi | petiverant     | petiti erant   | petivissent    | petiti essent  |

|      | act indicativo | pas indicativo |
| ---- | -------------- | -------------- |
| ego  | petivero       | petitus ero    |
| tu   | petiveris      | petitus eris   |
| ille | petiverit      | petitus erit   |
| nos  | petiverimus    | petiti erimus  |
| vos  | petiveritis    | petiti eritis  |
| illi | petiverint     | petiti erint   |

#### Cuarta conjugación
Tema en -i
audiō, audīs, audīre, audīvī, audītus
|      | act indicativo | pas indicativo | act subjuntivo | pas subjuntivo |
| ---- | -------------- | -------------- | -------------- | -------------- |
| ego  | audio          | -or            | audiam         | -ar            |
| tu   | audis          | -eris/-ere     | audias         | -aris          |
| ille | audit          | -itur          | audiat         | -atur          |
| nos  | audimus        | -imur          | audiamus       | -amur          |
| vos  | auditis        | -imini         | audiatis       | -amini         |
| illi | audiunt        | -untur         | audiant        | -antur         |

|      | act indicativo | pas indicativo | act subjuntivo | pas subjuntivo |
| ---- | -------------- | -------------- | -------------- | -------------- |
| ego  | audiebam       | -iebar         | audirem        | -irer          |
| tu   | audiebas       | -iebaris       | audires        | -ireris        |
| ille | audiebat       | -iebatur       | audiret        | -iretur        |
| nos  | audiebamus     | -iebamur       | audiremus      | -iremur        |
| vos  | audiebatis     | -iebamini      | audiretis      | -iremini       |
| illi | audiebant      | -iebantur      | audirent       | -irentur       |

|      | act indicativo | pas indicativo |
| ---- | -------------- | -------------- |
| ego  | audiam         | -ar            |
| tu   | audies         | -eris          |
| ille | audiet         | -etur          |
| nos  | audiemus       | -emur          |
| vos  | audietis       | -emini         |
| illi | audient        | -entur         |

|      | act indicativo | pas indicativo | act subjuntivo | pas subjuntivo |
| ---- | -------------- | -------------- | -------------- | -------------- |
| ego  | audivi         | auditus sum    | audiverim      | auditus sim    |
| tu   | audivisti      | auditus es     | audiveris      | auditus sis    |
| ille | audivit        | auditus est    | audiverit      | auditus sit    |
| nos  | audivimus      | auditi sumus   | audiverimus    | auditi simus   |
| vos  | audivistis     | auditi estis   | audiveritis    | auditi sitis   |
| illi | audiverunt     | auditi sunt    | audiverint     | auditi sint    |

|      | act indicativo | pas indicativo | act subjuntivo | pas subjuntivo |
| ---- | -------------- | -------------- | -------------- | -------------- |
| ego  | audiveram      | auditus eram   | audivissem     | auditus essem  |
| tu   | audiveras      | auditus eras   | audivisses     | auditus esses  |
| ille | audiverat      | auditus erat   | audivisset     | auditus esset  |
| nos  | audiveramus    | auditi eramus  | audivissemus   | auditi essemus |
| vos  | audiveratis    | auditi eratis  | audivissetis   | auditi essetis |
| illi | audiverant     | auditi erant   | audivissent    | auditi essent  |

|      | act indicativo | pas indicativo |
| ---- | -------------- | -------------- |
| ego  | audivero       | auditus ero    |
| tu   | audiveris      | auditus eris   |
| ille | audiverit      | auditus erit   |
| nos  | audiverimus    | auditi erimus  |
| vos  | audiveritis    | auditi eritis  |
| illi | audiverint     | auditi erunt   |

#### Conjugación del verbo ser
|      | Presente | subjuntivo | Imperfecto | subjuntivo | Futuro | subjuntivo |
| ---- | -------- | ---------- | ---------- | ---------- | ------ | ---------- |
| ego  | sum      | sim        | eram       | essem      | ero    | fuero      |
| tu   | es       | sis        | eras       | esses      | eris   | fueris     |
| ille | est      | sit        | erat       | esset      | erit   | fuerit     |
| nos  | sumus    | simus      | eramus     | essemus    | erimus | fuerimus   |
| vos  | estis    | sitis      | eratis     | essetis    | eritis | fueritis   |
| illi | sunt     | sint       | erant      | essent     | erunt  | fuerint    |

|      | Perfecto | subjuntivo | Plusperfecto | subjuntivo |
| ---- | -------- | ---------- | ------------ | ---------- |
| ego  | fui      | fuerim     | fueram       | fuissem    |
| tu   | fuisti   | fueris     | fueras       | fuisses    |
| ille | fuit     | fuerit     | fuerat       | fuisset    |
| nos  | fuimus   | fuerimus   | fueramus     | fuissemus  |
| vos  | fuistis  | fueritis   | fueratis     | fuissetis  |
| illi | fuerunt  | fuerint    | fuerant      | fuissent   |

#### Otras conjugaciones irregulares

##### Verbos-iode la tercera conjugación
Tema en -i
capiō, capis, capere, cēpī, captus
|      | act indicativo | pas indicativo | act subjuntivo | pas subjuntivo |
| ---- | -------------- | -------------- | -------------- | -------------- |
| ego  | capio          | -or            | capiam         | -ar            |
| tu   | capis          | -eris/-ere     | capias         | -aris          |
| ille | capit          | -itur          | capiat         | -atur          |
| nos  | capimus        | -imur          | capiamus       | -amur          |
| vos  | capitis        | -imini         | capiatis       | -amini         |
| illi | capiunt        | -iuntur        | capiant        | -antur         |

|      | act indicativo | pas indicativo | act subjuntivo | pas subjuntivo |
| ---- | -------------- | -------------- | -------------- | -------------- |
| ego  | capiebam       | -ebar          | caperem        | -erer          |
| tu   | capiebas       | -ebaris        | caperes        | -ereris        |
| ille | capiebat       | -ebatur        | caperet        | -eretur        |
| nos  | capiebamus     | -ebamur        | caperemus      | -eremur        |
| vos  | capiebatis     | -ebamini       | caperetis      | -eremini       |
| illi | capiebant      | -ebantur       | caperent       | -erentur       |

|      | act indicativo | pas indicativo |
| ---- | -------------- | -------------- |
| ego  | capiam         | -ar            |
| tu   | capies         | -eris          |
| ille | capiet         | -etur          |
| nos  | capiemus       | -emur          |
| vos  | capietis       | -emini         |
| illi | capient        | -entur         |

|      | act indicativo | pas indicativo | act subjuntivo | pas subjuntivo |
| ---- | -------------- | -------------- | -------------- | -------------- |
| ego  | cepi           | captus sum     | ceperim        | captus sim     |
| tu   | cepisti        | captus es      | ceperis        | captus sis     |
| ille | cepit          | captus est     | ceperit        | captus sit     |
| nos  | cepimus        | capti sumus    | ceperimus      | capti simus    |
| vos  | cepistis       | capti estis    | ceperitis      | capti sitis    |
| illi | ceperunt       | capti sunt     | ceperint       | capti sint     |

|      | act indicativo | pas indicativo | act subjuntivo | pas subjuntivo |
| ---- | -------------- | -------------- | -------------- | -------------- |
| ego  | ceperam        | captus eram    | cepissem       | captus essem   |
| tu   | ceperas        | captus eras    | cepisses       | captus esses   |
| ille | ceperat        | captus erat    | cepisset       | captus esset   |
| nos  | ceperamus      | capti eramus   | cepissemus     | capti essemus  |
| vos  | ceperatis      | capti eratis   | cepissetis     | capti essetis  |
| illi | ceperant       | capti erant    | cepissent      | capti essent   |

|      | act indicativo | pas indicativo |
| ---- | -------------- | -------------- |
| ego  | cepero         | captus ero     |
| tu   | ceperis        | captus eris    |
| ille | ceperit        | captus erit    |
| nos  | ceperimus      | capti erimus   |
| vos  | ceperitis      | capti eritis   |
| illi | ceperint       | capti erunt    |

##### Fio,fis,fieri,factus sum
|      | act indicativo | act subjuntivo |
| ---- | -------------- | -------------- |
| ego  | fio            | fiam           |
| tu   | fis            | fias           |
| ille | fit            | fiat           |
| nos  | fimus          | fiamus         |
| vos  | fitis          | fiatis         |
| illi | fiunt          | fiant          |

|      | act indicativo | act subjuntivo |
| ---- | -------------- | -------------- |
| ego  | fiebam         | fierem         |
| tu   | fiebas         | fieres         |
| ille | fiebat         | fieret         |
| nos  | fiebamus       | fieremus       |
| vos  | fiebatis       | fieretis       |
| illi | fiebant        | fierent        |

|      | act indicativo |
| ---- | -------------- |
| ego  | fiam           |
| tu   | fies           |
| ille | fiet           |
| nos  | fiemus         |
| vos  | fietis         |
| illi | fient          |

|      | act indicativo | act subjuntivo |
| ---- | -------------- | -------------- |
| ego  | factus sum     | factus sim     |
| tu   | factus es      | factus sis     |
| ille | factus est     | factus sit     |
| nos  | facti sumus    | facti simus    |
| vos  | facti estis    | facti sitis    |
| illi | facti sunt     | facti sint     |

|      | act indicativo | act subjuntivo |
| ---- | -------------- | -------------- |
| ego  | factus eram    | factus essem   |
| tu   | factus eras    | factus esses   |
| ille | factus erat    | factus esset   |
| nos  | facti eramus   | facti essemus  |
| vos  | facti eratis   | facti essetis  |
| illi | facti erant    | facti essent   |

|      | act indicativo |
| ---- | -------------- |
| ego  | factus ero     |
| tu   | factus eris    |
| ille | factus erit    |
| nos  | facti erimus   |
| vos  | facti eritis   |
| illi | facti erunt    |

##### Verbos Deponentes
Los verbos deponentes son aquellos verbos con morfología de pasiva, pero que se traducen en activa. Más concretamente el sujeto de un verbo deponente no es un paciente, sino un sujeto experimentador o psicológico. La ocurrencia de los verbos deponentes es uno de los restos de Ergatividad escindida en latín.

#### Verbos defectivos e impersonales
En latín los verbos meteorológicos (pluit 'llueve', tonat 'truena', fulgurat 'relampaguea', ninguit 'nieva', son defectivos; aunque también lo son verbos que expresan deber o necesidad (libet 'agrada', licet 'es lícito', decet 'es adecuado', dedecet 'no es adecuado', oportet 'es necesario', refert 'importa', ...) y otros que expresan sentimiento (piget 'tener pena', paenitet 'arrepentir', miseret 'tener compasión', etc).

### Preposiciones
Las preposiciones del latín actúan de núcleo del sintagma preposicional y como tales núcleos rigen a un sintagma nominal cuyo caso gramatical está regido por la preposición. 
- Las preposiciones latinas rigen dos casos: acusativo o ablativo.
- Algunas pocas preposiciones pueden tomar acusativo o ablativo pero el significado del sintagma preposicional es diferente.
- Además, el latín tiene una postposición (tenus 'hasta') que requiere caso genitivo en el sintagma precedente.

## Sintaxis

### Sintaxis de casos

#### Nominativo
El Nominativo se corresponde en Español al sujeto, al atributo y también al complemento predicativo.
Ejemplo de Sujeto: Regina nuntios mittit - 'La Reina envía mensajeros'
Ejemplo de Atributo: Ager fertilis est - 'El campo es fértil'

#### Genitivo
Corresponde al complemento del nombre (adnominal) que en español va introducido por la preposición "de". Puede ser: 
- Posesivo o de pertenencia. 
Domus Reginae - la casa de la Reina
Domus domini - la casa del señor
Domus Caesaris - la casa de César
Natura rerum - la naturaleza de las cosas
- De precio, valor o estima.
aestimemus assis - consideremos en valor de un as

#### Dativo
Generalmente corresponde a un complemento indirecto o a un complemento de régimen.
Ejemplo: Caesar gladium dedit Bruto - 'César dio la espada a Bruto'

#### Acusativo

##### Sin Preposición
Corresponde fundamentalmente al complemento directo y también al complemento predicativo:
Ejemplo: Non relinques amicum - 'No abandonarás al amigo'.
En caso de "dobles acusativos" uno de ellos en español equivale a un complemento indirecto:
Ejemplo: Pueros grammaticam doceo - 'Enseño gramática a los niños'
En oraciones exclamativas se usa el acusativo:
Magnum virum Senecam! - '¡Qué gran hombre (fue) Séneca!'

##### Ad
A, hacia, en, cerca de (C.C.Lugar), alrededor de (con numerales).
Ejemplo: Discurrunt armati ad portas. (Liv.) / Los hombres armados corren hacia las puertas.

##### Adversus, Adversum
Contra, hacia, respecto a.
Ejemplo: Multos inveni aequos adversus homines, adversus deos neminem. (Sen.) / He encontrado muchos justos respecto a los hombres, a nadie respecto a los dioses.

### Ablativo(propiamente dicho)
Lugar en donde -sin preposición con nombres propios de ciudades e islas pequeñas y con los apelativos domus y rus; los demás nombres de lugar van con las preposiciones ab, ex o de = Romā proficistur, rure rediit.
- Con los verbos liberare, solvere, privare etc. y con los adjetivos liber, vacuus, inmunis, orbus, nudus.- es clásico el ablativo sin preposición cosa con ab de persona = populus liberatus a regibus; liber curā; liberum a praedonibus.
- Con los verbos cedere, movere, pellere  = cedere patriā, vitā; movere castris: echar del campamento; regnō pellere.- se abdicare consolatu 'abdicar del cargo de cónsul'.
- Ablativo de origen terrā natus; natus locō nobili.

### Ablativo instrumental
De medio se expresa por ablativo sin preposición cuando el medio es una cosa y por acusativo con per cuando es de persona = cornibus tauri se tutantur; adeunt Caesarem per Haeduos -muchas veces la relación de medio latina no corresponde a la castellana; equo, curru vehi; pedibus ire; ludere pila; terra Macedoniam petit: se dirige a Macedonia por tierra.
Con los verbos que significan vestir, adornar, alegrar, intruir, acostumbrar: erudire exercitum omni disciplina militari. -con el verbo acostumbrar se usa más el dativo.
Con los verbos vivir, alimentar: lacte vivere 
Con los verbos deponentes utor, fruor, vescor, fungor y potior:oculis utor; vescimur bestiis

## Orden de los constituyentes
En latín el orden de los constituyentes generalmente no está rigidamente determinado por restricciones gramaticales y depende de cuestiones de tópico y foco. El tópico tiende a aparecer lo más a la izquierda posible de la oración y el foco, hacia el final. Compárense las dos frases:
(1a) Quid accidit fēlī Petrī? ('¿Qué le sucedió al gato de Pedro')

(1b) morsus est ā cāne meō ('Ha sido mordido por mi perro')
(2a) Ā quō morsus est fēlēs Petrī? ('¿Por quién ha sido mordido el gato de Pedro')

(2b) ā cāne meō morsus est ('Ha sido mordido por mi perro')

En cuanto al orden de los constituyentes dentro de los sintagmas tampoco parecen existir restricciones fuertes aunque el núcleo sintáctico tiende a aparecer detrás del complemento o modificador. Entre adjetivos y nombres el orden de los adjetivos puede influir en que el adjetivo restrinja el posible referente o simplemente califique:
(3a) domus nova, 'la casa nueva [que alguien construyó]'

(3b) nova domus, 'una casa [que se ve como] nueva'

Hay que recordar que en latín se usa mucho el hipérbaton, sobre todo en poesía, por lo cual el orden de los constituyentes no es de vital importancia.
Sin embargo, existen numerosos casos de palabras cuyo orden relativo no es enteramente libre, sino que el orden importa respecto al significado de la expresión, eso sucede por ejemplo cuando interactúan varios elementos de polaridad negativa:
| Afirmación limitada   | Afirmación general    |
| --------------------- | --------------------- |
| Non nemo 'alguien'    | Nemo non 'todos'      |
| Non nullus 'alguno'   | Nullus non 'todos'    |
| Non nihil 'algo'      | Nihil non 'todo'      |
| Non numquam 'a veces' | Numquam non 'siempre' |